# جبريل كانتي
جبريل كانتي (بالإنجليزية: Djibril Kante)‏ مواليد 12 أبريل 1980 في بلومنغتون، هو لاعب كرة سلة أمريكي. بدأ مسيرته الاحترافية في سنة 2002. يبلغ طوله 6 قدم 7 بوصة (2.0 م). لعب مع أسوسيان ديبورتيفا أتيناس في الدوري الأرجنتيني في موسم 2002–2003، ثم لعب مع ريجاتاس كوريينتس في موسم 2003–2004.

## روابط خارجية
- جبريل كانتي على موقع كرة السلة الأوروبية.كوم (الإنجليزية)
- جبريل كانتي على موقع كلية كرة السلة في سبورتس رفرنس.كوم (الإنجليزية)
- جبريل كانتي على موقع ريلجم (الإنجليزية)
- جبريل كانتي على موقع بروبوليرز (الإنجليزية)